# Ilse Starkenburg
Ilse Starkenburg (Dieren, 26 april 1963 – Amsterdam, 11 november 2019) was een Nederlands dichteres.
Starkenburg studeerde Nederlandse taal- en letterkunde (propedeuse),  filosofie aan de Rijksuniversiteit Groningen. Ze debuteerde als dichteres in 1987, in het literaire tijdschrift Maatstaf. Voorpublicaties verschenen verder in o.a. Tirade, Hollands Maandblad, Krakatau, Ballustrada, Bunker Hill, Signum. Blätter für Literatur und Kritik, de Poëziekrant, de Gids, de Revisor en Revolver.

## Eerbetonen
In 1996 ontving ze de Charlotte Köhler Stipendium voor Verdwaald ontwaken en Afspraak met een eiland. Tevens werd haar werk in 2000 genomineerd voor de Nordrhein-Westfalen Literaturpreis (een prijs voor Duitse, Nederlandse en Vlaamse dichters van onder de veertig jaar). In 2024 volgde het monument De boom valt op mij voor haar op het Zoutkeetsplein.